# Eustenophasma galeopsis
Eustenophasma galeopsis är en fjärilsart som beskrevs av W. Warren 1897. Eustenophasma galeopsis ingår i släktet Eustenophasma och familjen mätare. Inga underarter finns listade i Catalogue of Life.